# 希蒙福
希蒙福，是匈牙利绍莫吉州所辖的一个村。总面积11.00平方公里，总人口366，人口密度33.3人/平方公里（2011年1月1日）。